# Aleksandar Stevanović
Aleksandar Stevanović (Servisch: Александар Стевановић) (Essen, 16 februari 1992) is een in Duitsland geboren Servisch voetballer die als middenvelder speelt.
In de winterstop van het seizoen 2012/13 gaat een transfer op huurbasis naar PEC Zwolle niet door.

## Statistieken
| Seizoen                        | Club             | Land      | Competitie | Wed. | Goals |
| ------------------------------ | ---------------- | --------- | ---------- | ---- | ----- |
| 2011/12                        | Werder Bremen    | Duitsland | Bundesliga | 3    | 0     |
| 2011/12                        | Werder Bremen II | Duitsland | 3. Liga    | 17   | 0     |
| 2012/13                        | Werder Bremen    | Duitsland | Bundesliga | 0    | 0     |
| Totaal                         | Totaal           | Totaal    | Totaal     | 20   | 0     |
| Bijgewerkt tot 12 januari 2013 |                  |           |            |      |       |